# Euphorbia psammogeton
Euphorbia psammogeton là một loài thực vật có hoa trong họ Đại kích. Loài này được P.S.Green mô tả khoa học đầu tiên năm 1993.